# Berdárka
Berdárka (szlovákul: Brdárka) község Szlovákiában, a Kassai kerület Rozsnyói járásában.

## Fekvése
Rozsnyótól 33 km-re, északkeletre található.

## Története
A 16. században a vlach jog alapján alapították, első lakói juhászok voltak. Először 1556-ban említik „Berdalka” néven. Lakói később erdőgazdálkodással, bányászattal is foglalkoztak. A Bebekek, majd az Andrássyak birtoka volt. 1598-ban 6 ház állt a faluban. Az 1709-1710-ben dühöngő pestisjárványnak 124 lakosa esett áldozatul, csak 8 telepese maradt.
Vályi András szerint: „BERDÁRKA. Tót falu Gömör Vármegyében, földes Ura Gróf Andrási, és más Uraságok, lakosai evangelikusok, fekszik Radzim hegye alatt, Kis Szlabos, és Márkuska faluknak szomszédságokban egy órányira. Határja hegyes, gabonát meglehetősen, zabot jól terem, réttyei jók, legelője is, második Osztálybéli.”
1828-ban 26 házában 200 lakosa élt. 1831-ben kolerajárvány pusztított a településen, melynek a lakosság nagy része áldozatul esett. Lakói pásztorkodással, favágással, idénymunkákkal foglalkoztak.
Fényes Elek szerint: „Berdárka, tót falu, Gömör- és Kis-Honth egyesült vgyékben, a Radzim hegy oldalán s tövében, Dopschinához két órányira: 5 kath., 195 ev. lak., kik igen szorgalmatosak; szép gyümölcsöseik lévén, gyümölcscsel a Szepességre élénk kereskedést folytatnak, sót hozván onnan vissza. – Egyébiránt mind földjük, mind rétjük kevés; s nagyrészt ezek is hegyoldalban vannak; erdejük szinte felette kicsiny. A csetneki urad. tartozik. Ut. p. Rosnyó.”
A község virágzását a 20. század elején élte, amikor több mint 200 lakosa volt. Gömör-Kishont vármegye monográfiája szerint: „Berdárka, a Radzin-hegy alatt fekvő tót kisközség 35 házzal és 193 ág. h. ev. lakossal. A csetneki uradalomhoz tartozott és előbb a Bebekek, azután az Andrássyak voltak a földesurai. A XVIII. század közepén e község nagy szegénysége közmondásossá vált. Ha valakinek a rendkívüli szegénységét akarták jellemezni, azt mondták, hogy olyan földhöz ragadt, mint a berdárkai tanítómester. A mult század közepén a lakosok gyümölcscsel élénk kereskedést űztek. Ág. h. ev. temploma 1786-ban épült. A község postája Felsősajón van, távírója és vasúti állomása pedig Dobsinán.”
1920-ig Gömör-Kishont vármegye Rozsnyói járásához tartozott.
Ma mindössze 40 ház áll a faluban, melynek nagy része lakatlan.

## Népessége
| Év:            | 1994. | 2004.   | 2014.   | 2024.   |
| -------------- | ----- | ------- | ------- | ------- |
| Emberek száma: | 62    | 60      | 62      | 61      |
| Eltérés:       |       | -3,22 % | +3,33 % | -1,61 % |

| Év:            | 2023. | 2024.   |
| -------------- | ----- | ------- |
| Emberek száma: | 60    | 61      |
| Eltérés:       |       | +1,66 % |

1910-ben 211, túlnyomórészt szlovák anyanyelvű lakosa volt.
2001-ben 67 lakosából 62 szlovák volt.
2011-ben 79 lakosából 68 szlovák volt.
2021-ben 63 lakosából 1 magyar, 61 szlovák, (+1) egyéb és 1 ismeretlen nemzetiségű volt.

## Nevezetességei
- Evangélikus temploma 1696-ban épült barokk-reneszánsz stílusban, a korábbi fatemplom helyén. 1786-ban megújították. Tornya 1850-ben épült hozzá. Oltára és szószéke a 18. századból való.
- Híres termény a berdárkai cseresznye, a fák szinte az egész falut körbeveszik.
- Berdárkai Népzenei Fesztivál (augusztusban).